# کارل اوربانو
کارل اوربانو (انگلیسی: Carl Urbano؛ ‏ ۲۰ دسامبر ۱۹۱۰ – ۱۶ اکتبر ۲۰۰۳) اَنیماتور و کارگردان فیلم اهل ایالات متحده آمریکا بود.
از فیلم‌ها یا مجموعه‌های تلویزیونی که وی در آن‌ها نقش داشته است، می‌توان به مسابقه فضایی یوگی و شیطون‌های کوچولو اشاره نمود.